# Shadow Racing Cars
Shadow var en amerikansk-brittisk formelbiltillverkare med ett formel 1-stall som tävlade under 1970-talet. 

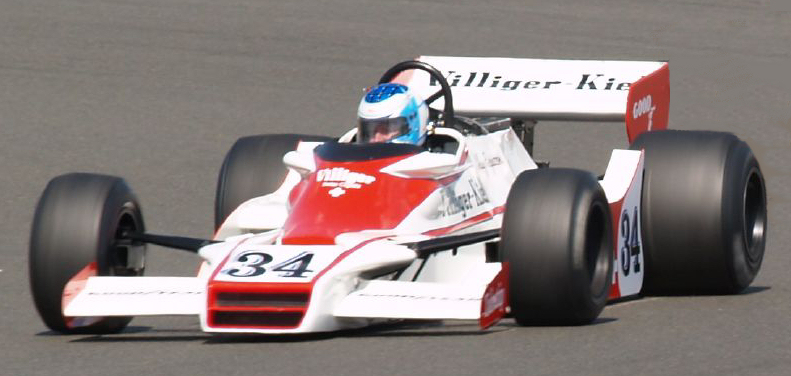
Shadow DN9 från -.

## Historik

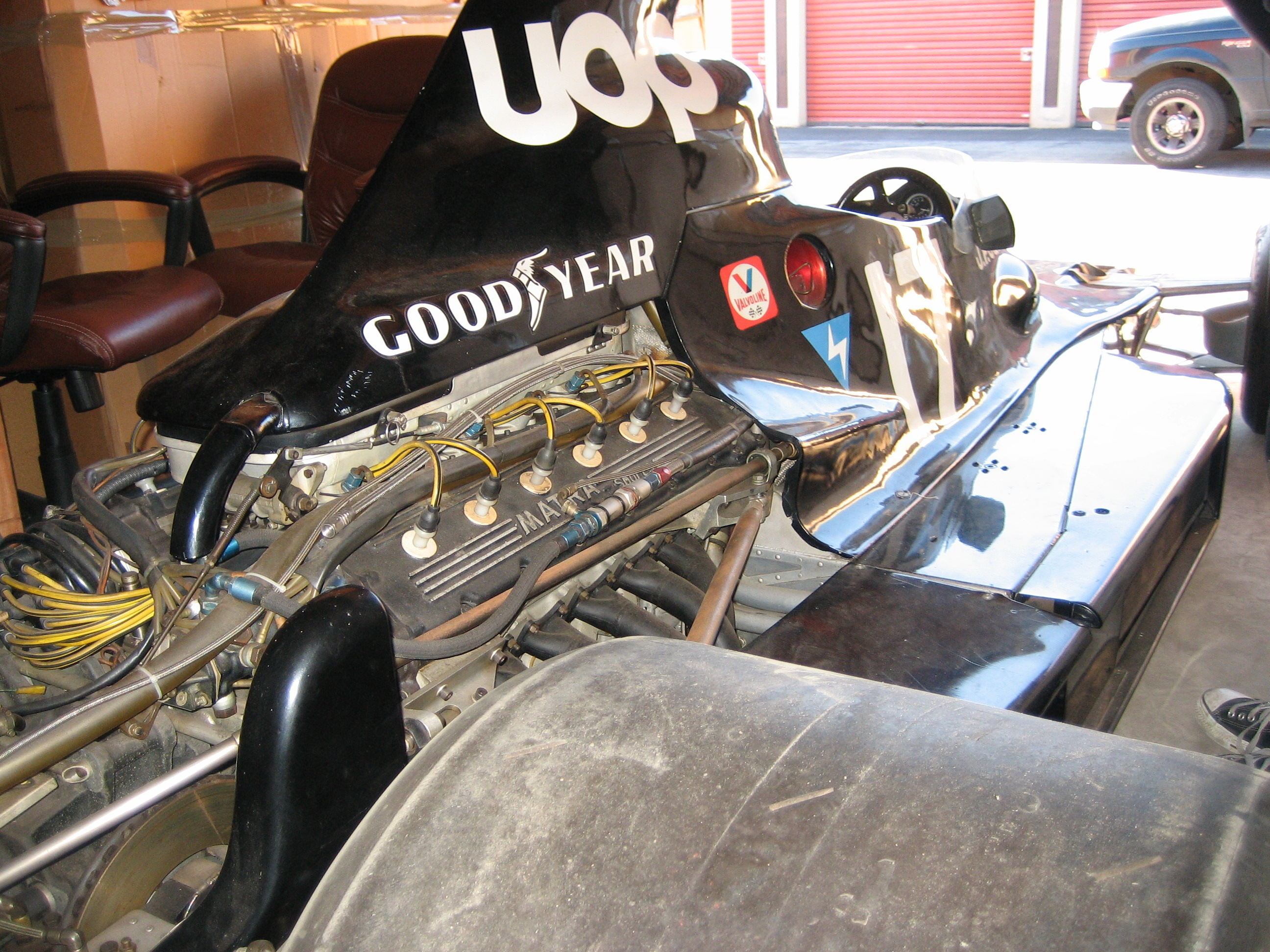
Shadow-Matra DN7 från.

Företaget startades i slutet av 1960-talet i Kalifornien i USA som Advanced Vehicle Systems som tillverkade CanAm-bilar med namnet Shadow.  Man etablerade sig senare i Weedon i England under namnet Shadow Cars Inc. för att tävla i formel 1. 
Shadow debuterade i F1 1973 och tävlade där i åtta säsonger. Man vann ett lopp, Alan Jones vinst i Österrike 1977. Man kom sexa i konstruktörsmästerskapet säsongen 1975 och sjua 1977. Säsongen 1980 kvalificerade sig bara en förare, Geoff Lees, till ett lopp trots att man under säsongen tagit fram en ny bil, DN12. Efter Frankrikes Grand Prix 1980 beslöt Nichols att lägga ner stallet och sålde tillgångarna till Theodore Racing där Shadow DN12 blev Theodore TY02.

## F1-säsonger
| Säsong | Tävlingsnamn                  | Bil                     | Motor                    | Däck | Poäng | VM-plac. | Förare 1           | Förare 2           | Övriga förare                                                          |
| ------ | ----------------------------- | ----------------------- | ------------------------ | ---- | ----- | -------- | ------------------ | ------------------ | ---------------------------------------------------------------------- |
| 1973   | UOP Shadow Racing Team        | Shadow DN1              | Ford Cosworth DFV 3.0 V8 | G    | 9     | 8:a      | George Follmer     | Jackie Oliver      | Brian Redman                                                           |
| 1974   | UOP Shadow Racing Team        | Shadow DN3              | Ford Cosworth DFV 3.0 V8 | G    | 7     | 8:a      | Tom Pryce          | Jean-Pierre Jarier | Brian Redman Peter Revson Bertil Roos                                  |
| 1975   | UOP Shadow Racing Team        | Shadow DN3B             | Ford Cosworth DFV 3.0 V8 | G    | 9,5   | 6:a      | Tom Pryce          |                    |                                                                        |
| 1975   | UOP Shadow Racing Team        | Shadow DN5              | Ford Cosworth DFV 3.0 V8 | G    | 9,5   | 6:a      | Tom Pryce          | Jean-Pierre Jarier |                                                                        |
| 1975   | UOP Shadow Racing Team        | Shadow DN7              | Matra 3.0 V12            | G    | 0     | 14:e     |                    | Jean-Pierre Jarier |                                                                        |
| 1976   | Shadow Racing Team            | Shadow DN5B             | Ford Cosworth DFV 3.0 V8 | G    | 10    | 8:a      | Tom Pryce          | Jean-Pierre Jarier |                                                                        |
| 1977   | Shadow Racing Team            | Shadow DN5B Shadow DN8  | Ford Cosworth DFV 3.0 V8 | G    | 23    | 7:a      | Riccardo Patrese   | Alan Jones         | Jean-Pierre Jarier Arturo Merzario Jackie Oliver Tom Pryce Renzo Zorzi |
| 1978   | Shadow Racing Team            | Shadow DN8 Shadow DN9   | Ford Cosworth DFV 3.0 V8 | G    | 6     | 11:a     | Hans-Joachim Stuck | Clay Regazzoni     |                                                                        |
| 1979   | Samson Shadow Racing Team     | Shadow DN9              | Ford Cosworth DFV 3.0 V8 | G    | 3     | 10:a     | Jan Lammers        |                    |                                                                        |
| 1979   | Interscope Shadow Racing Team | Shadow DN9              | Ford Cosworth DFV 3.0 V8 | G    | 3     | 10:a     |                    | Elio de Angelis    |                                                                        |
| 1980   | Shadow Cars                   | Shadow DN11             | Ford Cosworth DFV 3.0 V8 | G    | 0     | 12:a     | Geoff Lees         | Dave Kennedy       | Stefan Johansson                                                       |
| 1980   | Theodore Shadow               | Shadow DN11 Shadow DN12 | Ford Cosworth DFV 3.0 V8 | G    | 0     | 12:a     | Geoff Lees         | Dave Kennedy       |                                                                        |

| 1. Österrike 1977 | 1. Argentina 1975 2. Brasilien 1975 3. Storbritannien 1975 | 1. Brasilien 1975 2. Brasilien 1976 |

## Andra stall
Shadow har också levererat bilar till andra formel 1-stall. 
| Stall             | Säsonger | Antal lopp |
| ----------------- | -------- | ---------- |
| Hill              | 1973     | 12         |
| Team P R Reilly   | 1976     | 1          |
| Interscope Racing | 1978     | 2          |